# Twierdzenie Hilberta o bazie
Twierdzenie Hilberta o bazie – twierdzenie mówiące, że każdy ideał w pierścieniu wielomianów nad pierścieniem noetherowskim jest skończenie generowany. W języku geometrii algebraicznej można to wypowiedzieć następująco: każdy zbiór algebraiczny nad ciałem może być opisany jako zbiór wspólnych pierwiastków skończonej liczby wielomianów.
Twierdzenie to zostało udowodnione przez Davida Hilberta w przypadku szczególnym pierścienia wielomianów nad ciałem przy okazji dowodu twierdzenia o skończonej generowalności pierścienia niezmienników.
Dowód Hilberta był niekonstruktywny i wykorzystywał indukcję matematyczną; nie wskazywał algorytmu wyodrębniania skończonej bazy wielomianów dla danego ideału; pokazywał jedynie, że baza taka istnieje. Konstruktywna metoda znajdowania skończonej bazy wielomianów oparta jest na bazie Gröbnera.

## Inne sformułowania twierdzenia Hilberta o bazie
1. Niech {\displaystyle P[X_{1},\dots ,X_{n}]} będzie pierścieniem wielomianów {\displaystyle n} zmiennych o współczynnikach z pierścienia {\displaystyle P.} Jeśli {\displaystyle P} jest pierścieniem noetherowskim, to {\displaystyle P[X_{1},\dots ,X_{n}]} również jest pierścieniem noetherowskim[2][3].
2. Jeśli każdy ciąg rosnący ideałów pierścienia {\displaystyle P} jest skończony, to również każdy ciąg rosnący ideałów pierścienia {\displaystyle P[X_{1},\dots ,X_{n}]} jest skończony[2].